# Изерния
Изе́рния (итал. Isernia) — город в итальянском регионе Молизе, административный центр одноимённой провинции.

## История
В античности — самнитский город Aesernia. В 800 г. разрушен сарацинами, в 1199 г. — сенешалем Марквардом, в 1223 г. — Фридрихом II. Пережил многочисленные землетрясения (847, 1349, 1456, 1805). В сентябре 1943 г. сохранившиеся исторические здания были уничтожены авиацией союзников.

## Достопримечательности
- Неофициальный символ города — «братский источник», составленный в 1835 г. из античных колонн, некоторые из которых, по преданию, происходят из гробницы Понтия Пилата. Сохранились также древнеримский мост и соборная церковь, восстановленная после землетрясения 1805 года.

## Палеоантропология
- Одним из древнейших человеческих останков, обнаруженных в Италии, является молочный зуб гейдельбергского человека из пещерного местонахождения Изерния ля Пинета[итал.] возрастом ок. 600 тыс. лет[1][2][3].

## Города-побратимы
- Польша, Новый Сонч[4]